# Олександрівка (Гусарівський старостинський округ)
Олекса́ндрівка —  село в Україні, у Барвінківській міській громаді Ізюмського району Харківської області. Населення становить 54 осіб. До 2020 орган місцевого самоврядування — Гусарівська сільська рада.

## Географія
Село Олександрівка складається з двох, розділених лісом частин. За 1 км знаходиться село Гусарівка. Поруч залізнична станція Некременко. На відстані 1 км протікає річка Сухий Торець. На північному заході до села примикає невеликий піщаний кар'єр.

## Історія
12 червня 2020 року, відповідно до Розпорядження Кабінету Міністрів України  № 725-р «Про визначення адміністративних центрів та затвердження територій територіальних громад Харківської області», увійшло до складу Барвінківської міської територіальної громади.
19 липня 2020 року, в результаті адміністративно-територіальної реформи та ліквідації Барвінківського району, село увійшло до складу Ізюмського району.